# Bozkır
Bozkır là một huyện thuộc tỉnh Konya, Thổ Nhĩ Kỳ. Huyện có diện tích 1460 km² và dân số thời điểm năm 2007 là 32054 người, mật độ 22 người/km².